# Тау Андромеды
Тау Андромеды (лат. τ Andromedae), 53 Андромеды (лат. 53 Andromedae), HD 10205 — двойная звезда в созвездии Андромеды на расстоянии приблизительно 663 световых лет (около 203 парсеков) от Солнца. Видимая звёздная величина звезды — +4,942m.

## Характеристики
Первый компонент (HD 10205A) — бело-голубой гигант спектрального класса B5III. Видимая звёздная величина звезды — +4,9m. Светимость — около 851 солнечных. Эффективная температура — около 13026 K.
Второй компонент (HD 10205B) — жёлтая звезда спектрального класса G. Видимая звёздная величина звезды — +10,1m. Радиус — около 1,71 солнечного, светимость — около 2,891 солнечной. Эффективная температура — около 5764 K. Удалён на 52,3 угловых секунды.

## Наименование
В китайском языке название 天大將軍 (Tiān Dà Jiāng Jūn) относится к астеризму, состоящему из Тау Андромеды, Гаммы Андромеды, Фи Персея, 51 Андромеды, 49 Андромеды, Хи Андромеды, Ипсилона Андромеды, 56 Андромеды, Беты Треугольника, Гаммы Треугольника и Дельты Треугольника. Тау Андромеды имеет название 天大將軍七 (Tiān Dà Jiāng Jūn qī).